# Dicliptera effusa
Dicliptera effusa är en akantusväxtart som beskrevs av Isaac Bayley Balfour. Dicliptera effusa ingår i släktet Dicliptera och familjen akantusväxter. Inga underarter finns listade i Catalogue of Life.